# (1217) Maximiliana
(1217) Maximiliana ist ein Asteroid des Hauptgürtels, der am 13. März 1932 vom belgischen Astronomen Eugène Joseph Delporte in Ukkel entdeckt wurde. 
Benannt ist der Asteroid nach dem deutschen Astronomen Maximilian Franz Joseph Cornelius Wolf.